# 当別町立とうべつ学園
当別町立とうべつ学園（とうべつちょうりつ とうべつがくえん）は、北海道石狩郡当別町下川町にある公立の義務教育学校。当別中学校・当別小学校を統合し、小中一貫校として開校した。

## 沿革
- 2014年（平成26年）4月 - 当別町教育委員会に小中一貫教育推進係を設置。北海道教育委員会より職員の派遣を受け、小中一貫教育の研究を開始。
- 2017年（平成29年）度 - 町内全中学校区で小中一貫教育を開始。
- 2019年（令和元年）5月28日 - 第1回開校準備委員会・第1回教育課程編成委員会開催。
- 2020年（令和2年）
  - 2月19日 - 当別町教育委員会は、校名を「とうべつ学園」と決定。
  - 4月1日 - 開校[1]。
  - 4月8日 - 開校式挙行[1]。
  - 4月15日 - 第1回とうべつ学園開校業務推進部会開催。
  - 7月8日 - 当別中学校用地で、とうべつ学園校舎建設工事着工。
  - 12月18日 - 校章制定。
- 2021年（令和3年）9月30日 - 校歌制定。
- 2022年（令和4年）2月28日 - 校舎竣工。

### この節の出典
- 開校の経緯 (PDF)  - 当別町立とうべつ学園ホームぺージ内

## 在籍者数
出典
2024年（令和6年）4月6日時点

### 前期課程
| 学年 | 1年 （小1） | 2年 （小2） | 3年 （小3） | 4年 （小4） | 5年 （小5） | 6年 （小6） | 特別支援 | 合計 |
| ---- | ----------- | ----------- | ----------- | ----------- | ----------- | ----------- | -------- | ---- |
| 学級 | 2           | 2           | 2           | 2           | 2           | 2           | 4        | 16   |
| 児童 | 40          | 45          | 44          | 42          | 45          | 49          | 12       | 274  |

### 後期課程
| 学年 | 7年 （中1） | 8年 （中2） | 9年 （中3） | 特別支援 | 合計 |
| ---- | ----------- | ----------- | ----------- | -------- | ---- |
| 学級 | 2           | 2           | 2           | 2        | 8    |
| 生徒 | 44          | 46          | 53          | 6        | 149  |

## 通学区域
出典
- 幸町・弥生・園生・白樺町・北栄町・末広・錦町・美里・西町・元町・緑町・東町・春日町・栄町・下川町・六軒町・金沢・中小屋・樺戸町・対雁・東裏 ・蕨岱・川下（右岸）の一部・川下（左岸）の一部・上当別・若葉・弁華別・茂平沢・青山

## アクセス
- JR北海道札沼線（学園都市線）当別駅（南口）から、
  - 徒歩約1.2km・約18分。
  - 下述の当別ふれあいバスあいの里金沢線で、「田西会館前」停留所下車後、徒歩。
  - 下述の月形町コミュニティバス月形当別線で、「とうべつ学園前」停留所下車。
- 当別ふれあいバス市街地予約型線で、「とうべつ学園」停留所下車。
  - なお、市街地予約型線は文字通り「予約制」のため、町内の鉄道駅からの所要時間は、その時の予約状況で異なる。
- 当別ふれあいバスあいの里金沢線（予約不要）・月形町コミュニティバス月形当別線で、「田西会館前」停留所から、
  - 北海道医療大学・太美駅・月形駅方面発のりばから、徒歩約800m・約12分。
  - 当別駅南口方面発のりばから、徒歩約850m・約13分。
- 月形町コミュニティバス月形当別線で、「とうべつ学園前」停留所から、徒歩約145m・約2分。
  - なお、停留所設置個所から学校正門までは、少し離れている。また、「とうべつ学園前」停留所経由便は、当別駅南口発夕方前後の下り4本のみ[4]。

## 周辺
- 北海道道112号札幌当別線
- ベンケチュベシナイ川
- 当別町立いなほ公園